# Mops (släkte)
Mops är ett släkte i familjen veckläppade fladdermöss med cirka 15 arter som förekommer i Afrika och Asien.

## Taxonomi och utbredning
Mops räknades tidigare som undersläkte till Tadarida men godkänns nu oftast som självständig släkte. IUCN följer däremot den gamla taxonomin. Enligt Wilson & Reeder (2005) utgörs släktet av 15 arter.
- Mops brachypterus, finns i norr om Guineabukten samt i centrala och i östra Afrika.
- Mops condylurus, lever i stora delar av Afrika söder om Sahara.
- Mops congicus, hittas från Kamerun till västra Uganda.
- Mops demonstrator, förekommer mellan Elfenbenskusten och Sudan.
- Mops leucostigma, är endemisk på Madagaskar och Komorerna.
- Mops midas, har flera från varandra skilda populationer i Afrika, på Madagaskar och på Arabiska halvön.
- Mops mops, finns på Malackahalvön, Sumatra och Borneo.
- Mops nanulus, hittas mellan Sierra Leone och västra Kenya.
- Mops niangarae, har ett mindre utbredningsområde i nordöstra Kongo-Kinshasa.
- Mops niveiventer, förekommer från centrala Kongo-Kinshasa till centrala Angola och Zambia.
- Mops petersoni, är endemisk i Kamerun med undantag av ett fynd från Ghana.
- Mops sarasinorum, lever på Sulawesi samt i västra och södra Filippinerna.
- Mops solomonis, förekommer på Salomonöarna.
- Mops spurrelli, hittas mellan Sierra Leone och nordöstra Kongo-Kinshasa.
- Mops thersites, finns mellan Sierra Leone och västra Kenya.
- Mops trevori, har två från varandra skilda populationer, en norr om Guineabukten och den andra i nordöstra Kongo-Kinshasa och västra Uganda.

## Utseende
Dessa fladdermöss når en kroppslängd (huvud och bål) av 5 till 12 cm, en svanslängd av 3,5 till 5,5 cm och en vikt mellan 7 och 64 gram. Underarmarna som bestämmer djurets vingspann är 2,9 till 6,6 cm långa. Pälsen har på ryggen en brun färg som kan vara något röd- eller svartaktig beroende på art. På buken är pälsen ljusare och ibland finns där vita ställen. Liksom andra medlemmar av samma familj har de veckade läppar. Typiskt är ett band av hud mellan öronen. Mops skiljer sig även i detaljer av skallens och tändernas konstruktion från närbesläktade fladdermöss.

## Ekologi
Arterna vistas i olika habitat som skogar, savanner eller buskskogar. De vilar på dagen i grottor, i trädens håligheter eller i byggnader och letar på natten efter föda som utgörs av olika insekter, bland annat skalbaggar.
Individerna bildar flockar eller kolonier som kan ha cirka tio till några hundra medlemmar. Parningstiden är beroende på art och vissa arter har två kullar per år. Vanligen föds bara en unge per kull. Hos Mops condylurus varar dräktigheten ungefär två månader.

## Status
De flesta arter är inte hotade i beståndet och de listas av IUCN som livskraftig (LC). Mops mops och Mops petersoni klassificeras som nära hotad (NT). Mops niangarae, Mops sarasinorum och Mops trevori listas med kunskapsbrist (DD).